# Potendorf
Potendorf (také Pottendorf nebo Pottensberge) byla středověká vesnice nacházející se přibližně 1,5 km jižně od Valtic, nedaleko česko-rakouské hranice. Ves je doložena v písemných pramenech již v roce 1347 a zanikla pravděpodobně koncem 15. století v důsledku válečných událostí.

## Historie
První písemná zmínka o Potendorfu pochází z roku 1347, kdy je zmiňován prodej části vsi a tvrze pánům z Potendorfu. Další zmínky pocházejí z let 1359, 1374, 1391, 1411, 1414, 1418 a 1445. Urbář z roku 1414 uvádí, že ve vsi žilo 10 domkařů, 12 pololáníků a 13 celoláníků. V roce 1468 podnikl na Potendorf a Valtice nájezd Vilém Tetour z Tetova se svými vojáky. Tento útok zřejmě způsobil postupný úpadek vsi a její tvrze. Roku 1504 byla ves ještě částečně obydlena, ale roku 1570 je již uváděna jako pustá.

## Lokalizace
Existuje několik teorií o přesné lokalizaci vsi. Čeští badatelé ji umisťují do prostoru jižně od Valtic v oblasti dnešních tratí „Jižní svahy“ a „Amfiteátr“. Rakouští historici však lokalizují Potendorf asi 1,5 km od hranice, mezi vesnice Schrattenberg a Katzelsdorf. Přítomnost pomístních názvů jako „Pottenbergen“ a „Obere Pottenbergen“ naznačuje možné spojení s touto lokalitou.

## Archeologické nálezy
Ve 20. století nebyly v oblasti Potendorfu provedeny žádné archeologické výzkumy, pravděpodobně kvůli existenci tzv. železné opony. První povrchové sběry keramiky byly provedeny až v letech 2019–2020 v tratích „Jižní svahy“ a „Amfiteátr“. Výsledky potvrdily přítomnost intenzivních lidských aktivit, avšak keramické nálezy neodpovídaly zcela očekávanému období.